# Susanne Moberg
Anna Susanne Moberg (* 13. Februar 1986 in Spjutstorp, Provinz Skåne) ist eine ehemalige schwedische Fußballspielerin.

## Karriere

### Vereine
Moberg spielte im Alter von 17 Jahren bereits im Seniorinnenbereich für den in Kristianstad in der gleichnamigen Kommune ansässigen Kristianstad/Wä DFF und bestritt in den Spielzeiten 2003 bis 2005 12 Punktspiele in der Gruppe Süd der seinerzeit zweigleisigen Division 1, in denen sie 17 Tore erzielte. Es folgte mit der Spielzeit 2006 eine weitere in der zweiten Liga, jedoch für den umbenannten Verein Kristianstads DFF, mit dem ihr der Aufstieg in die Damallsvenskan gelang. In der höchsten Spielklasse im schwedischen Frauenfußball gehörte sie der Mannschaft durchgängig bis zum Abschluss der Spielzeit 2015 und ihrem Karriereende an. Mit der Mannschaft unterlag sie 2014 im Finale um den Svenska Cupen dem Linköpings FC mit 1:2. Im Kalenderjahr 2021 war sie dennoch einmal für den in Hammenhög ansässigen Hammenhögs idrottsförening in der seit 2013 drittklassigen Division 1 Södra Götaland aktiv und erzielte acht Tore in ihren letzten 20 Punktspielen ihrer Spielerkarriere.

### Nationalmannschaft
Moberg kam als Nationalspielerin für den SvFF in der U17-Nationalmannschaft das erste Mal am 2. Juli 2002 in Sandgerði (Island) im altersbezogenen Nordischen Turnier beim 1:1-Unentschieden gegen die U17-Nationalmannschaft Frankreichs mit Einwechslung in der 73. Minute für Sofie Persson zum Einsatz. Bis zum 6. Juli 2003 wurde sie acht weiteren Länderspielen eingesetzt; ihre ersten beiden von sieben Toren erzielte sie am 16. Oktober 2002 bei der 3:4-Niederlage im Freundschaftsspiel gegen die U17-Nationalmannschaft Deutschlands mit den Treffern zum 1:1 und 2:4 in der 49. und 68. Minute; letzteres per Strafstoß gegen Tessa Rinkes.
Für die U19-Nationalmannschaft kam sie vom 10. September 2003 bis zum 20. April 2004 in zwölf Länderspielen zum Einsatz. Die Hälfte der Anzahl an Länderspielen waren jeweils drei in der ersten und zweiten Qualifikationsrunde (in denen ihr in der ersten drei Tore gelangen, davon zwei im ersten Spiel, beim 4:0-Sieg über die U19-Nationalmannschaft der Türkei) für die vom 28. Juli bis zum 8. August 2004 in Finnland anstehende Europameisterschaft.
Für die U21-Nationalmannschaft bestritt sie vom 15. Juli 2008 bis zum 28. Oktober 2009 zehn Länderspiele. Ihr einziges Länderspieltor erzielte sie am 26. April 2009 in Ronneby beim 3:0-Sieg im Freundschaftsspiel gegen die Nationalmannschaft Dänemarks mit dem Treffer zum 2:0 in der 56. Minute.
Für die A-Nationalmannschaft wurde sie in elf Länderspielen berücksichtigt. Ihr Debüt gab sie am 26. Oktober 2011 im Millerntor-Stadion im Hamburger Stadtteil St. Pauli bei der 0:1-Niederlage gegen die Nationalmannschaft Deutschlands als Einwechselspielerin für Therese Sjögran ab der 87. Minute.
Mit der Mannschaft nahm sie zweimal am Turnier um den Algarve-Cup teil. Nachdem sie am 5. März 2012 in Parchal im letzten Spiel der Gruppe A, bei der 0:4-Niederlage gegen die Nationalmannschaft Deutschlands mitgewirkt hatte, wurde sie auch im Spiel um Platz 3 bei der 0:4-Niederlage gegen die US-amerikanische Nationalmannschaft berücksichtigt. Im darauf folgenden Turnier kam sie am 6. und 8. März 2013 (1 Tor) in den letzten beiden Spielen der Gruppe B sowie abermals im Spiel um Platz 3 bei der 4:5-Niederlage im Elfmeterschießen gegen die Nationalmannschaft Norwegens am 13. März 2013 in Lagos zum Einsatz, der ihr letzter ihrer Länderspielkarriere gewesen ist. Ferner gehörte sie dem Kader für das olympische Fußballturnier 2012 in London an, wurde im Turnierverlauf jedoch nicht eingesetzt.

## Erfolge
- Schwedischer Pokal-Finalist 2014